# Battery (饮料)
Battery是芬兰Oy Sinebrychoff Ab公司出品的一款机能性饮料。

## 配方
软饮料包含了水、糖、糊精、牛磺酸、柠檬酸、咖啡因、瓜拿納种子精华、维生素B、香精、色素和防腐剂。 在芬兰包含咖啡因产品较为常见，官方网站宣称Battery饮料“每100厘升中包含着320毫升”。这一咖啡因含量比例和一杯浓缩咖啡相近。

## 口味
2006年开始销售一种新口味的姜味机能性饮料。Battery在2006年底推出了无糖型，称之为Stripped Battery。